# Artykuły sejmiku w Środzie z 1534
Artykuły sejmiku w Środzie z 1534 – najstarsze instrukcje poselskie wystawione w języku polskim w 1534.
Instrukcja została uchwalona 14 listopada 1534 na sejmiku przedsejmowym w Środzie Wielkopolskiej, a następnie przedłożona 30 listopada 1534 na sejmie walnym w Piotrkowie. Znane są trzy kopie instrukcji, z których najstarsza pochodzi z połowy XVI wieku i znajduje się obecnie w Bibliotece Jagiellońskiej (nr 6554 III, Acta Tomiciana, t. 10, s. 25–29).
Przed uchwaleniem instrukcji sejmiku średzkiego pojawiały się jedynie uzupełnienia w języku polskim do instrukcji wystawianych po łacinie (np. instrukcja królewska na sejmiki nowokorczyński i kolski z 1503). Instrukcja z 1534 była elementem walki o obecność polszczyzny w życiu publicznym i zawierała m.in. żądanie, aby duchowieństwo nie zabraniało drukowania w języku polskim Biblii, praw, kronik i innych książek („Item prosimy, aby nam księża nie bronili imprymować po polsku historyjej, kronik, praw naszych i też jinszych rzeczy, a zwłaszcza o Bibliją.”). Również inne punkty instrukcji były przejawem nasilających się nastrojów antyklerykalnych wśród szlachty.